# Догерті (Оклахома)
Догерті (англ. Dougherty) — місто (англ. town) в США, в окрузі Маррі штату Оклахома. Населення — 199 осіб (2020).

## Географія
Догерті розташоване за координатами 34°23′59″ пн. ш. 97°3′5″ зх. д. / 34.39972° пн. ш. 97.05139° зх. д. (34.399808, -97.051480).  За даними Бюро перепису населення США в 2010 році місто мало площу 0,97 км², з яких 0,97 км² — суходіл та 0,00 км² — водойми.

## Демографія
Згідно з переписом 2010 року, у місті мешкало 215 осіб у 83 домогосподарствах у складі 57 родин. Густота населення становила 221 особа/км².  Було 110 помешкань (113/км²).
Расовий склад населення:
| - 78,1 % — білих - 12,6 % — корінних американців |

До двох чи більше рас належало 8,8 %. Частка іспаномовних становила 1,4 % від усіх жителів.
За віковим діапазоном населення розподілялося таким чином: 26,5 % — особи молодші 18 років, 57,7 % — особи у віці 18—64 років, 15,8 % — особи у віці 65 років та старші. Медіана віку мешканця становила 36,6 року. На 100 осіб жіночої статі у місті припадало 93,7 чоловіків;  на 100 жінок у віці від 18 років та старших — 107,9 чоловіків також старших 18 років.
Середній дохід на одне домашнє господарство  становив 64 883 долари США (медіана — 46 563), а середній дохід на одну сім'ю — 62 696 доларів (медіана — 49 167). За межею бідності перебувало 14,8 % осіб, у тому числі 29,5 % дітей у віці до 18 років та 0,0 % осіб у віці 65 років та старших.
Цивільне працевлаштоване населення становило 91 осіб. Основні галузі зайнятості: виробництво — 19,8 %, освіта, охорона здоров'я та соціальна допомога — 16,5 %, мистецтво, розваги та відпочинок — 11,0 %, оптова торгівля — 9,9 %.